# Anthony Kershaw
Sir John Anthony Kershaw MC (* 14. Dezember 1915 in Kairo; † 29. April 2008) war ein britischer Politiker und Mitglied der Conservative Party.
Er hatte eine Ausbildung am Eton College und am  Balliol College, Oxford, erhalten. Kershaw war von 1955 bis 1987 für den Wahlkreis Stroud Abgeordneter im House of Commons. 1981 wurde er als Knight Bachelor geadelt.